# Karen Jansen
Karen Jansen (Lommel, 5 juni 2001) is een Belgisch model. In 2025 werd ze verkozen tot Miss Limburg en Miss België 2025. Eerder nam ze deel aan Miss België 2020 waar ze in de top 15 belandde.

## Levensloop
Karen Jansen werd geboren op 5 juni 2001 te Lommel. In het middelbaar ging ze naar WICO campus Sint-Jozef in Lommel. Daarna startte ze haar opleiding psychologie. In 2020 werd ze verkozen tot ambassadrice van kledingzaak Bobo, wat de start van haar freelance modellencarrière betekende. Daarnaast is ze mede-eigenaar van een webshop die biologische producten voor de darmflora verkoopt.